# Zuwarah
Zuara o Zuwarah (àrab: زوارة, Zuwāra) és una localitat de Líbia, capital del districte d'An Nuqat al Khams. Està situada a 60 km de la frontera de Tunísia.
La seva població estimada de l'any 2010 era de 39.561 habitants. Una majoria parla zenata, una llengua amaziga. La ciutat, situada entre una autopista i el mar Mediterrani, destaca per les seves platges de sorra blanca.

## Història
La tribu amaziga de Zuara va ser citada per al-Bakrí al segle xi, juntament amb Louata, Lemaya, Nefusa, Mezata i Zouagha, com a tribu als voltants del Golf de Gabés.
L'assentament va ser esmentat per primera vegada pel viatger Al-Tidjani en els anys 1306-1309 com Zuara Al-saghirah (‘Petita Zwarah’). En l'Atles Català (1375) va ser anomenat com la Punta dar Zoyara. La ciutat és esmentada per Lleó l'Africà al segle xvi. Més tard va servir com a lloc d'avançada occidental de la Líbia italiana (1912-1943), sent la terminal extinta ara del Ferrocarril de la Líbia italiana a Trípoli a 105 quilòmetres (65 milles) a l'est. El seu port artificial alberga una flota pesquera motoritzada. Cereals i espart (utilitzat per fabricar cordes, sabates i paper) són els productes locals.

### Revolució Cultural líbia
El 1973 Muammar al-Gaddafi va proclamar en ella la Revolució cultural líbia.

### Guerra de Líbia de 2011
En les batalles de la revolta líbia de 2011, la ciutat estava sota el control de les forces anti-Gaddafi locals el 23 de febrer de 2011, i va ser perduda pel govern de Muammar Gaddafi. Milers de manifestants antigovernamentals es van reunir a la plaça del poble de Zuara el 24 de febrer, rebutjat un altre intent de l'Exèrcit libi per reprendre la ciutat. Forces lleials utilitzen els pobles a favor del govern de Jumayl i Riqdalin al sud com a base per als seus atacs a la ciutat. No obstant això, a partir de març, la ciutat estava sota el control de les forces lleials al govern. Enmig de l'ofensiva costanera rebel, els rebels van prendre Zuara el 18 d'agost.
Al setembre de 2011, i després de la caiguda del règim de Gadafi, Zuara va ser la primera ciutat a Líbia que va triar democràticament al seu consell local.